# Arbeitsgericht Neustadt an der Aisch
Das Arbeitsgericht Neustadt an der Aisch war ein bayerisches Arbeitsgericht mit Sitz in Neustadt an der Aisch.

## Geschichte
Gemäß Arbeitsgerichtsgesetz vom 23. Dezember 1926 wurden in Deutschland Arbeitsgerichte gebildet. Diese waren nur in der ersten Instanz organisatorisch selbstständige Gerichte, die Landesarbeitsgerichte waren den Landgerichten zugeordnet. Am Landgericht Nürnberg entstand so 1927 das Landesarbeitsgericht Nürnberg als eines von 23 Landesarbeitsgerichten in Bayern. In Neustadt an der Aisch entstand das Arbeitsgericht Neustadt an der Aisch als eines von zwölf Arbeitsgerichten des Landesarbeitsgerichtes. Sein Sprengel umfasste den Gerichtsbezirk des Amtsgerichtes Neustadt an der Aisch. Es bestand eine allgemeine Kammer für Arbeiter und Angestellte und eine Kammer für das Handwerk.
Bereits 1929 wurde die Zahl der Arbeitsgerichte deutlich reduziert. Das Arbeitsgericht Neustadt an der Aisch vergrößerte seinen Sprengel um die Bezirke der Amtsgerichte Scheinfeld und Windsheim, da die Arbeitsgerichte Scheinfeld und Windsheim aufgehoben wurden.
Nach der Besetzung Deutschlands durch die Alliierten wurden 1945 zunächst alle Gerichte geschlossen. Die ordentlichen Gerichte wurden schon bald wieder eröffnet, während die Arbeitsgerichte zunächst nicht wieder eingerichtet wurden, so dass arbeitsgerichtliche Streitigkeiten von den ordentlichen Gerichten erledigt werden mussten. Gemäß Kontrollratsgesetz 21 vom 30. März 1946 sollten in Deutschland Arbeitsgerichte aufgebaut werden. Mit dem bayerischen Vollzugsgesetz vom 6. Dezember 1946 richtete das Staatsministerium für Arbeit und Sozialordnung am 30. Januar 1947 die Arbeitsgerichte wieder ein. Das Arbeitsgericht Neustadt an der Aisch entstand dabei nicht neu.